# 香港中文名稱規範數據庫
香港中文名稱規範數據庫（Hong Kong Chinese Authority Name，缩写HKCAN ）是1999年由香港岭南大学和香港中文大学发起建立的一个中文规范控制数据库。截至2018年，已有超过29万条规范控制记录。从2005年起，HKCAN向所有OCLC图书馆提供服务。